# Brendan Sexton
Brendan Sexton (Maitland, 6 augustus 1985) is een triatleet uit Australië. Hij nam namens zijn vaderland deel aan de Olympische Spelen (2012) in Londen, waar hij eindigde op de 35ste plaats in de eindrangschikking met een tijd van 1:50.36. Hij won de triatlon van Liverpool in 2013 en werd in 2015 tweede.

## Palmares

### triatlon
- 2010: 43e WK sprint afstand - 56.07
- 2013: 108e WK olympische afstand - 149 p
- 2015: 75e WK olympische afstand - 484 p